# Eureka Scientific
A Eureka Scientific, Inc. (ou Eureka Scientific) é uma corporação 501(c)(3) sem fins lucrativos, com sede em Oakland, Califórnia, fundada em 1992 por oito cientistas pesquisadores da Universidade da Califórnia, Berkeley.

## História
Em 1992, a astrônoma americana Carol Christian e seus colegas, incluindo o físico americano John Vallerga da UC Berkeley, decidiram fundar uma corporação na Califórnia, chamada Eureka Scientific, Inc. astrônomos. A razão foi que a UC Berkeley não permitiu que Carol Christian apresentasse uma proposta de concessão para a NASA, uma vez que ela não ocupava nenhum cargo de professor titular, embora fosse membro da equipe Extreme Ultraviolet Explorer, que ajudou a desenvolver e construir isso. Quando a Eureka Scientific, Inc. foi formada, John Vallerga foi nomeado tesoureiro, que acredita que "os cientistas deveriam ter a oportunidade de agir como agentes livres e negociar os melhores negócios", embora a UC Berkeley não tenha problemas com a Eureka Scientific desde que pois não usam as instalações da universidade. Antes disso, o cientista planetário americano Roger C. Wiens reclamou que não poderia apresentar nenhuma proposta de concessão como investigador principal, uma vez que ocupou cargos não permanentes no Instituto de Tecnologia da Califórnia e na Universidade da Califórnia, em San Diego, mas ele escreveu para cinco propostas diferentes. No entanto, em entrevista à Science Magazine, o reitor de pesquisa e política de pós-graduação da Universidade de Stanford argumentou que tal medida é necessária "para manter a reputação e a qualidade da pesquisa e garantir o uso apropriado das instalações da universidade".

## Colaboradores

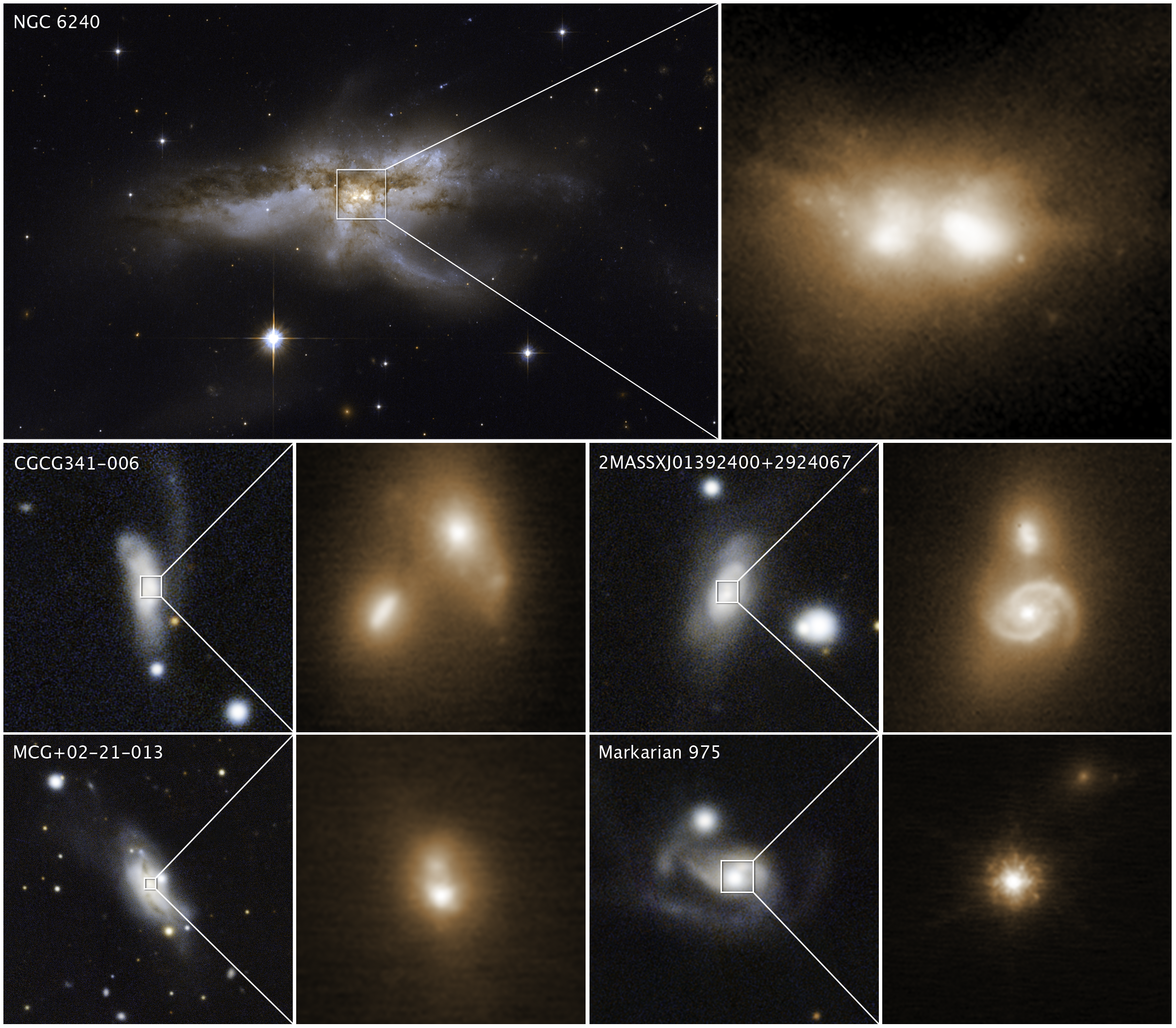
Hubble and Keck observatories of colliding galaxies.

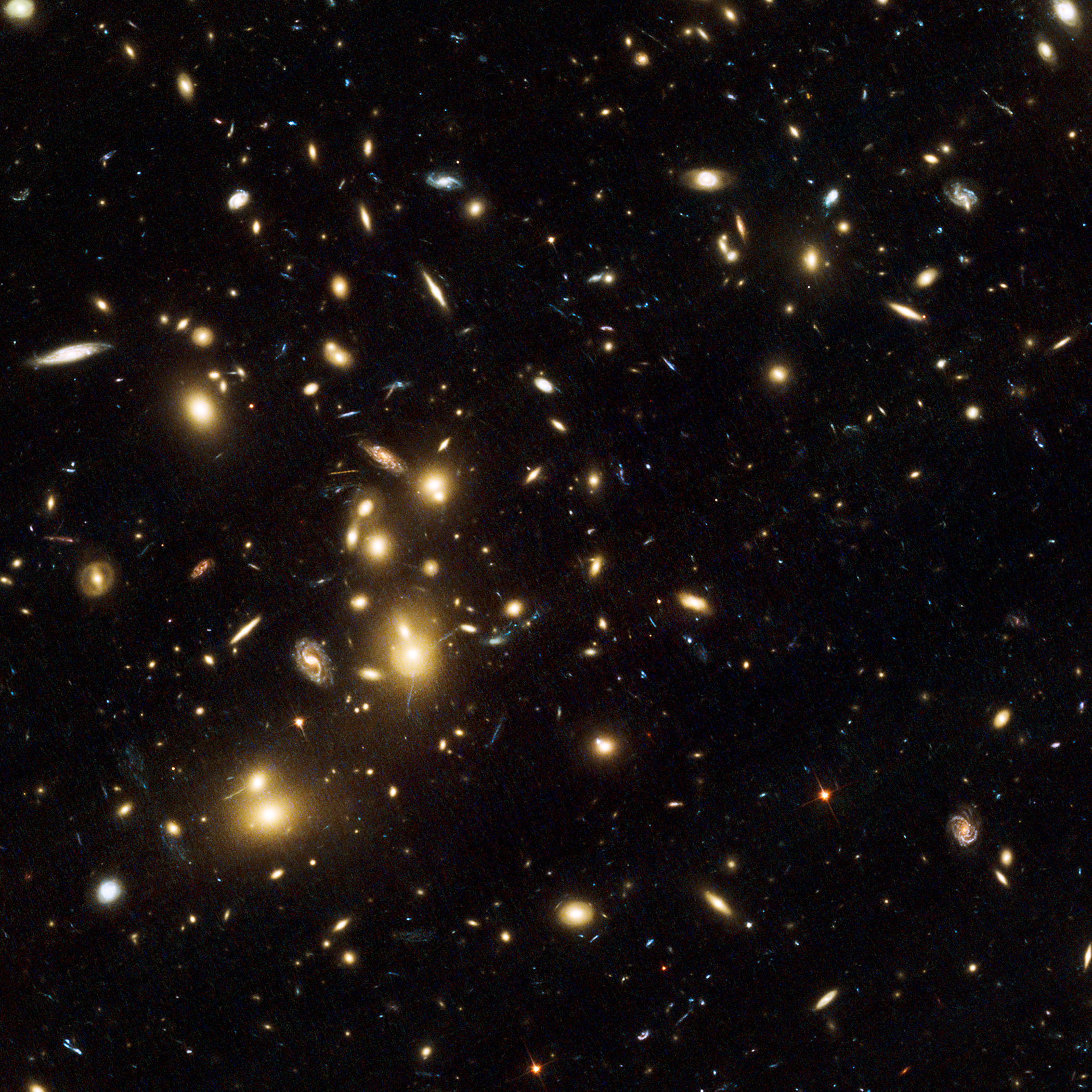
Hubble images of Abell 2744.

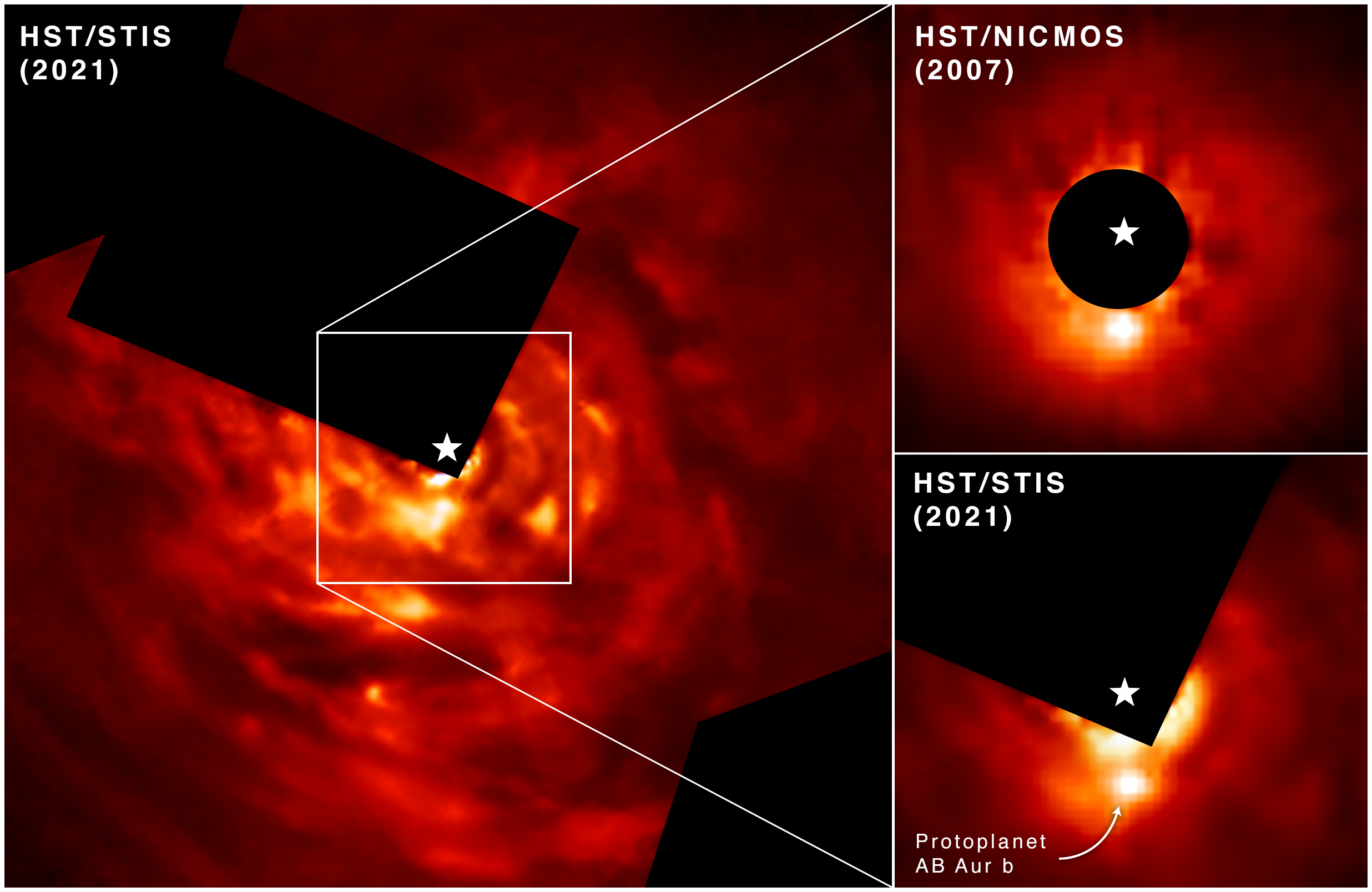
HST Image of Jupiter-like Protoplanet.

De acordo com o Nature Index, que é um banco de dados que rastreia conexões de instituições e seus impactos científicos, os 5 principais colaboradores dos EUA com a Eureka Scientific incluem West Virginia University (WVU), Jet Propulsion Laboratory (JPL), Cornell University, University of Wisconsin-Milwaukee (UWM) e a Administração Nacional de Aeronáutica e Espaço (NASA), enquanto seus 5 principais colaboradores internacionais são a Universidade de Southampton (Soton), a Universidade de La Laguna (ULL), a Universidade de Oxford, a Universidade da Colúmbia Britânica (UBC) e a Instituto Argentino de Radioastronomia (IAR). Com base no SAO/NASA Astrophysics Data System (ADS), os principais colaboradores da Eureka Scientific em 2022 incluem o Goddard Space Flight Center (GSFC), Max Planck Institutes, o Space Telescope Science Institute (STScI), o California Institute of Technology ( Caltech), a Fundação Kavli, a Universidade do Arizona, Centro Harvard-Smithsonian para Astrofísica, Universidade de Harvard, Universidade de Maryland, College Park.